# بيتر فلين
بيتر فلين (بالإنجليزية: Peter Flynn)‏ هو لاعب كرة قدم بريطاني في مركز نصف الجناح، ولد في 11 أكتوبر 1936 في غلاسكو في المملكة المتحدة. لعب مع ليدز يونايتد.